# Antonio Piñero
Antonio Piñero Sáenz (Chipiona, província de Cadis, 1941), és un filòleg, acadèmic i autor andalús de nombrosos llibres sobre cristianisme antic. Es va llicenciar en Filosofia Pura a la Universitat Complutense de Madrid el 1968, i en Filologia Clàssica a la Universitat de Salamanca el 1970. El 1976 es va llicenciar en Filologia Bíblica a la Universitat Pontifícia de Salamanca i es va doctorar en Filologia Clàssica a la Universitat Complutense de Madrid. Ha ocupat diversos càrrecs docents, sent catedràtic de Filologia neotestamentària a la Universitat Complutense de Madrid des de 1983.
Expert i docte en qüestions bíbliques, especialment del Nou Testament i segle i de la nostra era.

## Obres
Piñero és autor/editor de 52 llibres (incloent assajos relacionats amb la història del cristianisme, traduccions de textos antics i 2 novel·les històriques). Ha escrit 50 capítols de llibres editats per altres com a col·laborador, és autor de 30 articles científics en revistes especialitzades i ha realitzat la traducció al castellà de 16 llibres escrits originalment en anglès, francès, alemany o italià. Entre els seus llibres més coneguts o destacables trobem:
- Aproximación al Jesús histórico, Trotta, 2019.
- El Nuevo Testamento: Introducción al estudio de los primeros escritos cristianos, Herder, 2019.
- Guía para entender a Pablo de Tarso: Una interpretación del pensamiento paulino, Trotta, 2018.

- El Juicio final, 2010 (escrit conjuntament amb Eugenio Gómez Segura)

- Jesús y las mujeres, 2008
- El evangelio de Judas, 2006
- Guía para entender el nuevo testamento, 2006
- El otro Jesús. Vida de Jesús según los evangelios apócrifos, 1996